# فوکر جی.آی
فوکر جی.۱ (آلمانی: Fokker G.I) یک هواپیمای ساخت فوکر است.